# Caepio
Caepio is een cognomen, de betekenis ervan is: "de uienverkoper".
Beroemde dragers van dit cognomen zijn:
- Quintus Servilius Caepio en zijn gelijknamige zoon